# Maaden
Maaden è un comune della Mauritania situato nella regione di Adrar. Fa parte del dipartimento di Aoujeft.